# Bebi Romeo
Virdy Megananda (Yakarta, 6 de septiembre de 1974), conocido por su nombre artístico Bebi Romeo, es un cantante y músico de Indonesia. Es vocalista de la banda, Romeo.

## Carrera
Su nombre artístico y el de su banda se hizo conocer con el éxito titulado "Last Flowers". Antes de unirse a Romeo, Bebi anteriormente formaba parte de una banda musical llamada Bima. Junto con Romeo, Bebi ha publicado cuatro álbumes hasta 2006, 2006, yaitu Romeo (1998), Bunga Terakhir (1999), Wanita (2002), dan Lelaki Untukmu (2006). En 2005, Bebi publicó un álbum en solitario titulado Songs About Love.

## Discografía
- Sebuah Awal bersama Bima
- Romeo (1998) bersama Romeo
- Bunga Terakhir (1999) bersama Romeo
- Wanita (2002) bersama Romeo
- Lagu Tentang Cinta (2005)
- Lelaki Untukmu (2006) bersama Romeo